# Cessna 350
Cessna 350 – samolot turystyczny amerykańskiej firmy Cessna. Cena w roku 2008 wynosiła 535 tys. USD. Cessna 350 jest wersją Cessny 400 ze słabszym silnikiem. Samolot może zabrać na pokład cztery osoby. Cessna 350 oraz Cessna 400 wyposażone są w nowoczesny kokpit Garmin G1000.

## Wymiary i osiągi
- Piloci 1
- Pasażerowie 3
- Rozpiętość skrzydeł: 11,00 m
- Długość kadłuba: 7,67 m
- Zasięg: 2038 km